# Hereford United F.C.
Hereford United Football Club – angielski klub piłkarski z miasta Hereford założony w 1924 roku z połączenia dwóch miejscowych klubów St Martins i RAOC (Rotherwas), z zamiarem utrzymanie wyższej klasy piłki nożnej w mieście Hereford. Klub ten rozgrywał swoje mecze na stadionie Edgar Street. Jego maskotką był byk, który znajdował się także w herbie klubu.
W czerwcu 2014 klub został karnie wyrzucony z Football Conference. W grudniu tegoż roku przestał istnieć, a w jego miejsce powstał Hereford FC. Nowy klub wydzierżawił stadion swojego poprzednika, a trenerem nowo powstałej drużyny został ostatni szkoleniowiec Hereford United, Peter Beadle.